# Округ АК Львів
Округ Львів (пол. Okręg Lwów AK) — структурна одиниця Служби перемоги Польщі, Союзу збройної боротьби, а з 14 лютого 1942 року — Армії Крайової. Кодові назви: «Dukat» (Дукат), «Lira» (Ліра), «Promień» (Промінь).
Комендантом округу був Стефан Червіньський.

## Організація округу
У вересні 1939 року, напередодні капітуляції міста, вже розпочалося створення польського підпілля. На той час існувало кілька організацій, які були прихильниками боротьби за незалежність. Згодом з них були утворені СЗБ-1 та СЗБ-2. Однак, НКВД зробив ряд арештів і ефективно розгромив розвиток підпільних структур СЗБ та інших організацій зі схожими цілями.
Наприкінці грудня 1942 року Гестапо розгромило командування Львівського округу. В середині березня 1943 з Лодзі було направлено полковника Людвіка Чижевського, який був призначений комендантом.
Наприкінці 1943 року в штабах і бойових підрозділах округу було близько 15 300 осіб. Під час акції «Буря» загони АК повинні були утворити підрозділи, які належали до 5-ї львівської піхотної дивізії, дислокованої до війни в місті.

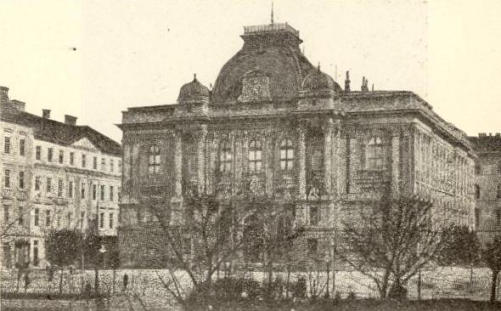
Львів

## Структура округу
- Інспекторат Львів-місто
  - Дільниця Центр
  - Дільниця Північ
  - Дільниця Південь
  - Дільниця Схід
  - Дільниця Захід[3]
- Інспекторат повіт Львів
- Інспекторат Північ, центр: Кам'янка-Струмилівська
  - Область Кам'янка-Струмилівська
  - Область Радехів
  - Область Сокал
- Інспекторат Схід[4]
  - Область Красне
  - Область Броди
  - Область Перемишляни[5]
- Інспекторат Південь, центр: Бібрка
  - Область Бібрка
  - Область Семьонівка
  - Область Перемишляни
- Інспекторат Північний Захід, центр Рава-Руська
  - Область Рава-Руська
  - Область Жовква
  - Область Любачів
- Інспекторат Захід
  - Область Городок Ягелонський
  - Область Мостиська
  - Область Яворів
  - Область Рудки-Комарно
- Інспекторат Південний Захід
  - Область Дрогобич-Борислав[6]
  - Область Стрий-Сколе[7]
  - Область Самбір[6]
  - Область Турка

### Підрозділи
- I – організаційний
- II – розвідка і контррозвідка
  - II/A – розвідка
  - II/B – контррозвідка
- III – операційний
- IV – постачання, провізія
- V-K (V-A) – конспіраційний зв'язок
- V-O (V-B) – операційний зв'язок
- VI – бюро інформації та пропаганди
- VII – фінансовий
- VIII – сапери і кедів
- IX – військовий